# Hamulec bezpieczeństwa

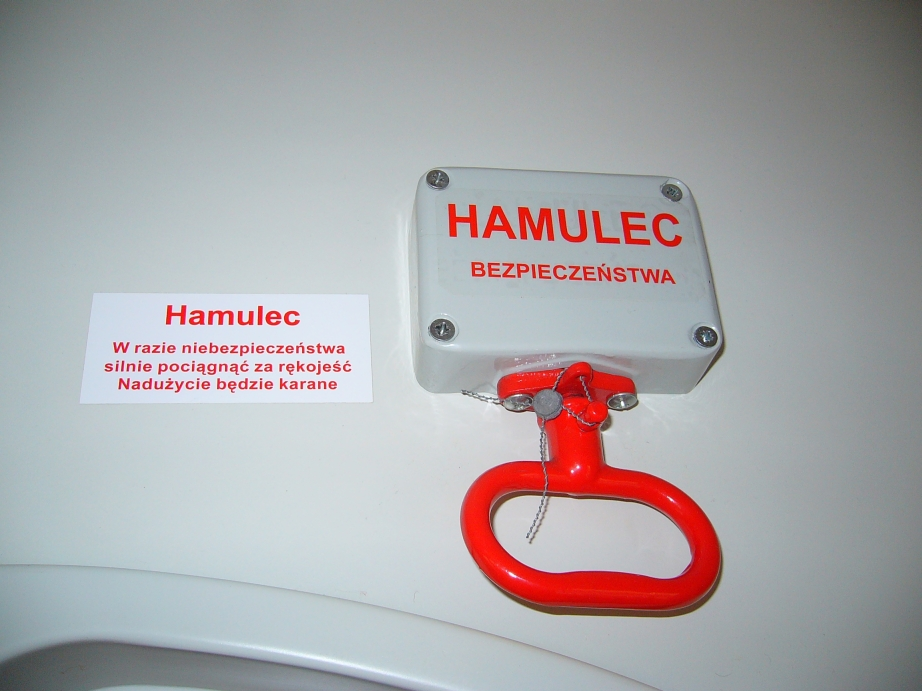
Hamulec bezpieczeństwa w pociągu.

Hamulec bezpieczeństwa – urządzenie lub zespół urządzeń zainstalowany w pojeździe szynowym, przeznaczony do zatrzymania pojazdu (np. pociągu, tramwaju) przez osobę inną niż maszynista bądź motorniczy, w sytuacji niebezpiecznej dla pasażerów. Nieuzasadnione użycie hamulca bezpieczeństwa jest karalne.

## Rodzaje hamulców bezpieczeństwa
- Mechaniczne – stosowane w wagonach pasażerskich. Umieszczone w przedziałach rączki hamulca połączone są wspólną linką ze znajdującą się na końcu klapą Ackermana. Otwarcie klapy powoduje wypuszczenie sprężonego powietrza z przewodu głównego, co w efekcie powoduje hamowanie nagłe.
- Elektryczne – stosowane w elektrycznych zespołach trakcyjnych nowszej konstrukcji. Rączki połączone są w obwód elektryczny którego przerwanie powoduje otwarcie elektrozaworu działającego jak klapa Ackermana. W tym systemie stosowana bywa funkcja mostkowania hamulca bezpieczeństwa – maszynista przez przyciskanie odpowiedniego przycisku odracza hamowanie nagłe wywołane hamulcem bezpieczeństwa. Przycisk mostkowania działa na zasadzie czuwaka pasywnego i jego puszczenie powoduje hamowanie (o ile hamulec został uprzednio użyty). Funkcja ta służy do uniemożliwienia zatrzymania pociągu w miejscach problematycznych z punktu widzenia ewakuacji (tunele, mosty).